# Distretto di Wang Yang
Il distretto di Wang Yang (in thailandese: อำเภอวังยาง) è un distretto (amphoe) della Thailandia, situato nella provincia di Nakhon Phanom.